# Dierenpark en Zoo
Dierenpark en Zoo is een regionale docusoap op de televisie die wordt uitgezonden door de regionale televisiezender Regio TV Utrecht. De docusoap belicht de dagelijkse gang van zaken in Dierenpark Amersfoort door de medewerkers en de dieren (achter de schermen) te volgen.